# Socialni realizem
Socialni realizem ali novi realizem (tudi nova stvarnost, nem. Neue Sachlichkeit) je oznaka za smer, ki se je v slovenski književnosti razmahnila med letoma 1930 in 1941. Vrača se k aktualni, vsakdanji stvarnosti,  k t. i. malemu človeku (kmetu, delavcu), je kritična do meščanske družbe (kritični realizem) in se zavzema za njeno odpravo.

## Razvoj
Obdobje socialnega realizma se začne okoli 1930 in doseže vrh tik pred drugo svetovno vojno. Po letu 1941 se prične književnost NOB, ki se na socialni realizem idejno in estetsko naslanja, čeprav je specifično zaznamovana z okupacijo ter partizanstvom in v nji sodelujejo še drugače usmerjeni pesniki in pisatelji. V letih 1945–1950 socialni realizem spet oživi (izidejo neobjavljena ali nova dela predvojnih socialnih realistov), sočasno pa se je pod vplivi sovjetske literature začel oblikovati socialistični realizem, vendar je bil poskus kratkotrajen. Zgledi socialnega realizma so izhajali še po letu 1950, čeprav ni bil več vodilna književna smer.

## Glavne značilnosti
Socialni realizem je prikazoval življenje delavcev, kmetov, izobražencev v razmerah stare Avstro-Ogrske in kraljevine Jugoslavije. Kritično se je opredelil do vladajočih meščanskih slojev, poudarjal boj za boljše življenje in težil k propadu stare družbene ureditve ter nastanku pravičnejše. Pri kmečki tematiki je socialni realizem vzpostavil opozicijo z domačijskim realizmom. Glavne osebe so neheroične, obremenjene s človeškimi hibami in zmotami, včasih šibke, tragične ali komične. Idejno črpa iz socializma in marksizma, tako da je usoda posameznikov pogosto vpeta v širše dogodke (npr. v prvo svetovno vojno, čas agrarne reforme itd.). Prikazuje slovensko družbeno življenje v zvezi z nacionalnim vprašanjem (npr. Prežihov Voranc z vprašanjem Koroških Slovencev) ali pa je regionalno obarvan, saj so mnogi avtorji v dela vnašali pokrajinske značilnosti (Bevk goriške, Kranjec prekmurske, Kosmač tolminske itd.). V estetskem in oblikovnem smislu se socialnorealistična proza zgleduje pri realističnih in naturalističnih klasikih ter odklanja subjektivno pripovedno tehniko dekadence, simbolizma in pripovedne postopke modernih smeri 20. stoletja. Podobno so se usmerili tudi v dramatiki, a so tu deloma upoštevali tudi Cankarjeve zglede, ki pa niso bili strogo realistični.

## Zvrsti
Privilegirana zvrst socialnih realistov je proza, zlasti roman (največkrat kmečki, vojni, družbenozgodovinski), bogata pa je tudi ustvarjalnost na področju povesti, novel in krajših zgodb. Dramatika je bila v socialnem realizmu manj razvita od pripovedništva, nastajajo predvsem zgodovinske, družbenokritične in kmečke drame. Igre predstavljajo strnjeno dogajanje z malo osebami, v enotnem času in prostoru. Poezije ni mogoče docela uvrstiti v okvir socialnega realizma, saj so avtorji iz različnih generacij, različni pa so tudi njihovi pesniški začetki. Seliškar in Klopčič sta začela pesniti že v ekspresionizmu, zato je njuna poezija tudi po letu 1930 predstavljala proletarsko bedo, trpljenje, krivice itd. Igo Gruden je izšel iz slovenske moderne (pod vplivom Župančiča je pisal ljubezenske, izpovedne in nacionalne pesmi), po 1930 pa je sprejel tudi motive proletarskega sveta. S socialnimi realisti ga zbližuje kritično odzivanje na meščansko družbo in bližajočo se vojno.

### Slovenski predstavniki v prozi
- France Bevk: Kaplan Martin Čedermac (COBISS)
- Prežihov Voranc: Doberdob (COBISS), Požganica (COBISS), Jamnica (COBISS), Boj na požiralniku (COBISS), Ljubezen na odoru (COBISS), Jirs in Bavh (COBISS), Samorastniki (COBISS)
- Miško Kranjec: Os življenja (COBISS), Prostor na soncu (COBISS), Zalesje se prebuja (COBISS), Kapitanovi (COBISS), Povest o dobrih ljudeh (COBISS), Težaki (COBISS), Sreča na vasi (COBISS), Pesem ceste (COBISS), Režonja na svojem (COBISS)
- Anton Ingolič: Lukarji (COBISS), Soseska (COBISS), Na splavih (COBISS), Vinski vrh (COBISS)
- Ciril Kosmač: Sreča in kruh (COBISS)

### Slovenski predstavniki v dramatiki
- Bratko Kreft: Celjski Grofje (COBISS), Velika puntarija (COBISS), Krajnski komedijanti (COBISS), Kreature (COBISS)
- Ferdo Kozak: Vida Grantova (COBISS), Profesor Klepec (COBISS), Kralj Matjaž (COBISS)
- Ivo Brnčić: Med štirimi stenami (COBISS)
- Ivan Potrč: Kreflova kmetija (COBISS)

### Slovenski predstavniki v poeziji
- Tone Seliškar
- Mile Klopčič
- Igo Gruden
- Ivo Brnčić

## Socialni realizem v drugih literaturah
- Anglija: George Orwell
- Danska: Martin Andersen-Nexø, Martha Christensen, John Nehm, Henrik Pontoppidan
- Italija: V Italiji in na Portugalskem je smer zamejena z izrazom neorealizem, zanj pa sta značilna antifašizem in odpor do larpurlartizma. Smer ni prisotna le v literaturi (Alberto Moravia, Italo Calvino), ampak je za artikulacijo poskrbela tudi v filmski umetnosti (npr. Pier Paolo Pasolini, Vittorio De Sica).
- Madžarska: Mor Jokai
- Nemčija: Heinrich Mann, Stefan Zweig
- Norveška: Johan Bojer, Knut Hamsun
- Poljska: Władysław Reymont
- Rusija: Ivan Aleksejevič Bunin, Maksim Gorki, Mihail Aleksandrovič Šolohov, Lev Nikolajevič Tolstoj
- Švedska: Klas Östergren, Sven Wernström
- ZDA: Louis Adamič, Theodore Dreiser, Mark Twain, Upton Sinclair, John Steinbeck